# Национальный парк Сиретоко
Национа́льный парк Сирето́ко (яп. 知床国立公園 сирэтоко кокурицу ко̄эн) — национальный парк, расположенный на японском острове Хоккайдо. Занимает большую часть полуострова Сиретоко. Название «Сиретоко» происходит из языка айнов (айн. シリ エトク) и означает «край земли» или «место, где выступает земля».

## Краткое описание
Национальный парк был создан 1 июня 1964 года. Парк занимает площадь 711,0 км² и расположен на полуострове Сиретоко, одном из самых отдаленных районов Японии. На полуостров Сиретоко можно попасть только пешком или на лодке. Парк известен своей популяцией бурого медведя. Отсюда открывается живописный вид на остров Кунашир. В парке есть водопад Камуивакка (яп. カムイワッカの滝 — досл.: «вода богов»), которая питается из термальных источников, а также живописная местность речного леса «Пять озёр». Леса Сиретоко относятся к умеренному, субальпийскому смешанному типу. Самые распространенные породы деревьев: Сахалинская пихта, Береза Эрмана, Дуб монгольский.
В 2005 году Национальный парк Сиретоко был занесён в список Всемирного наследия ЮНЕСКО.

## Галерея

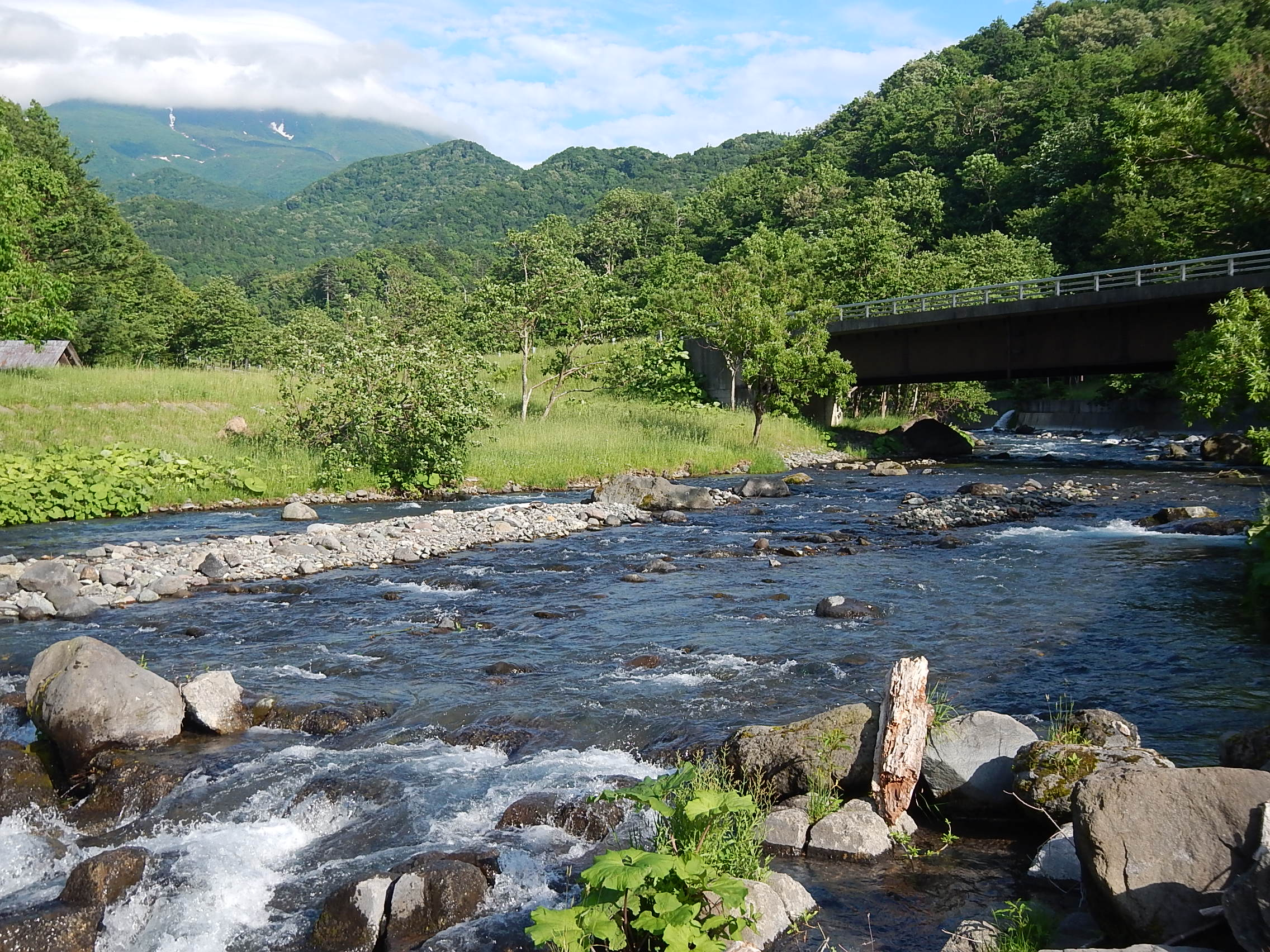
Река Иваобетсу（2013）
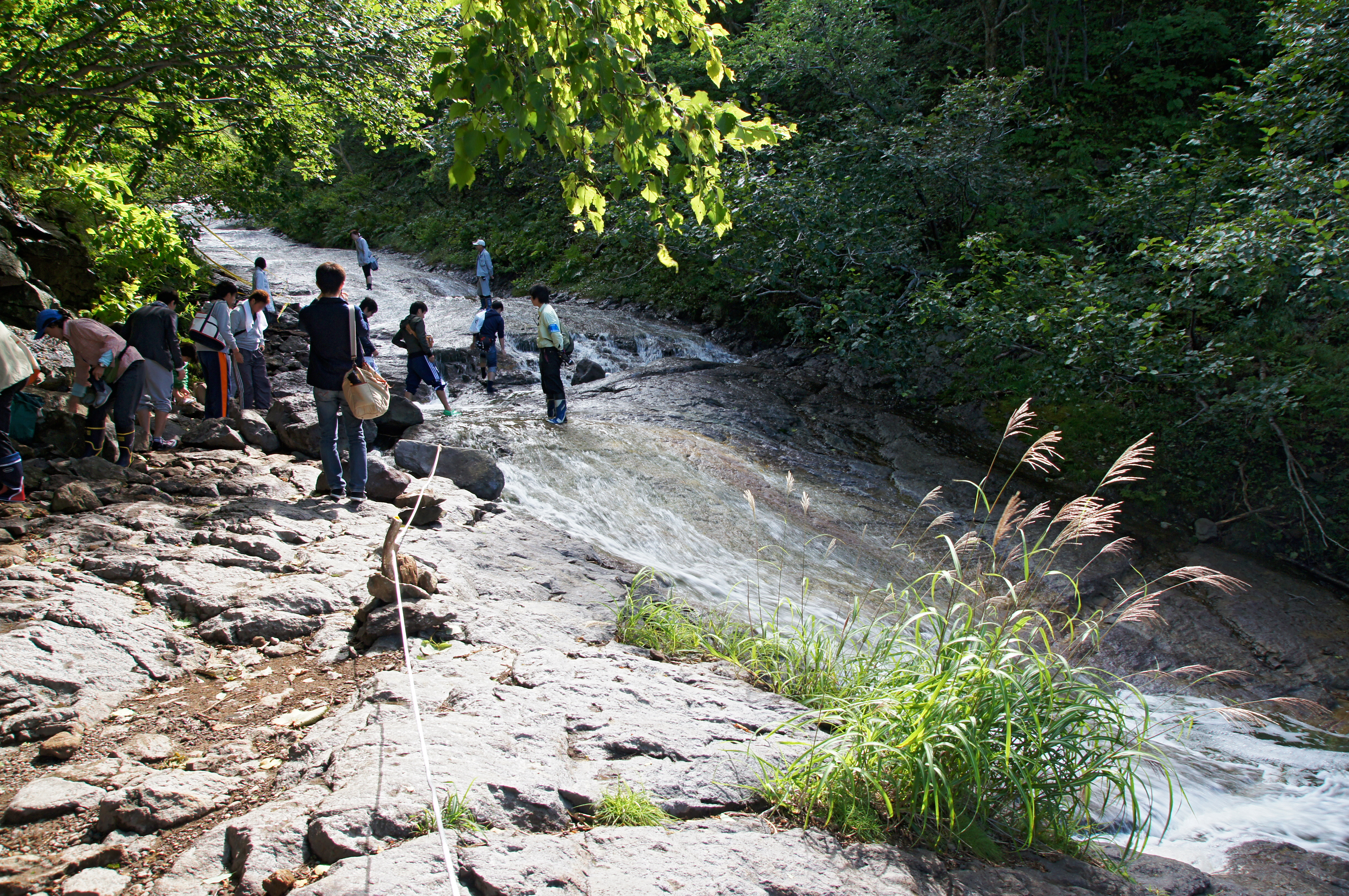
Водопад Камуивакка（2011）
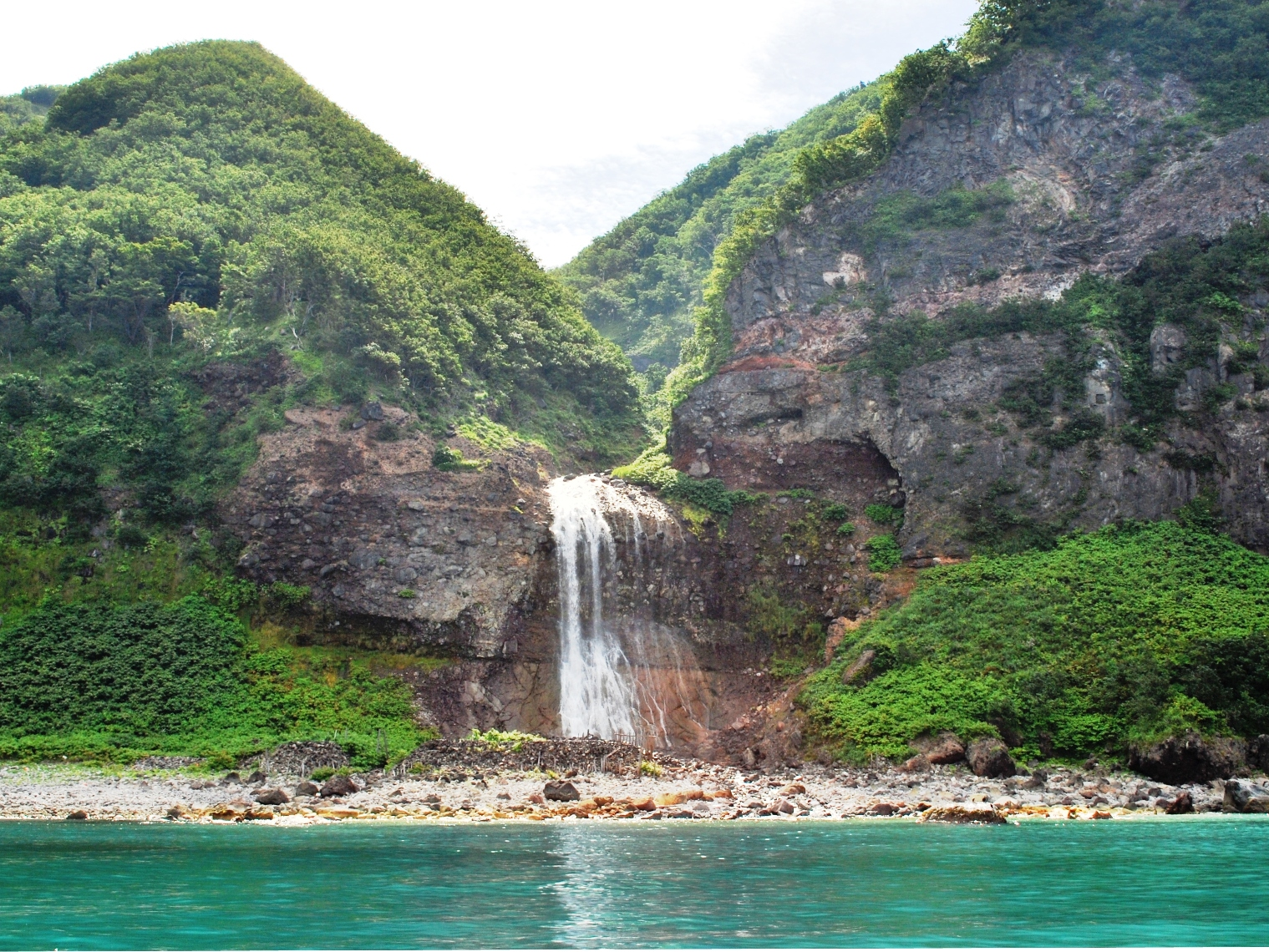
Водопад Камуивакка（2009）
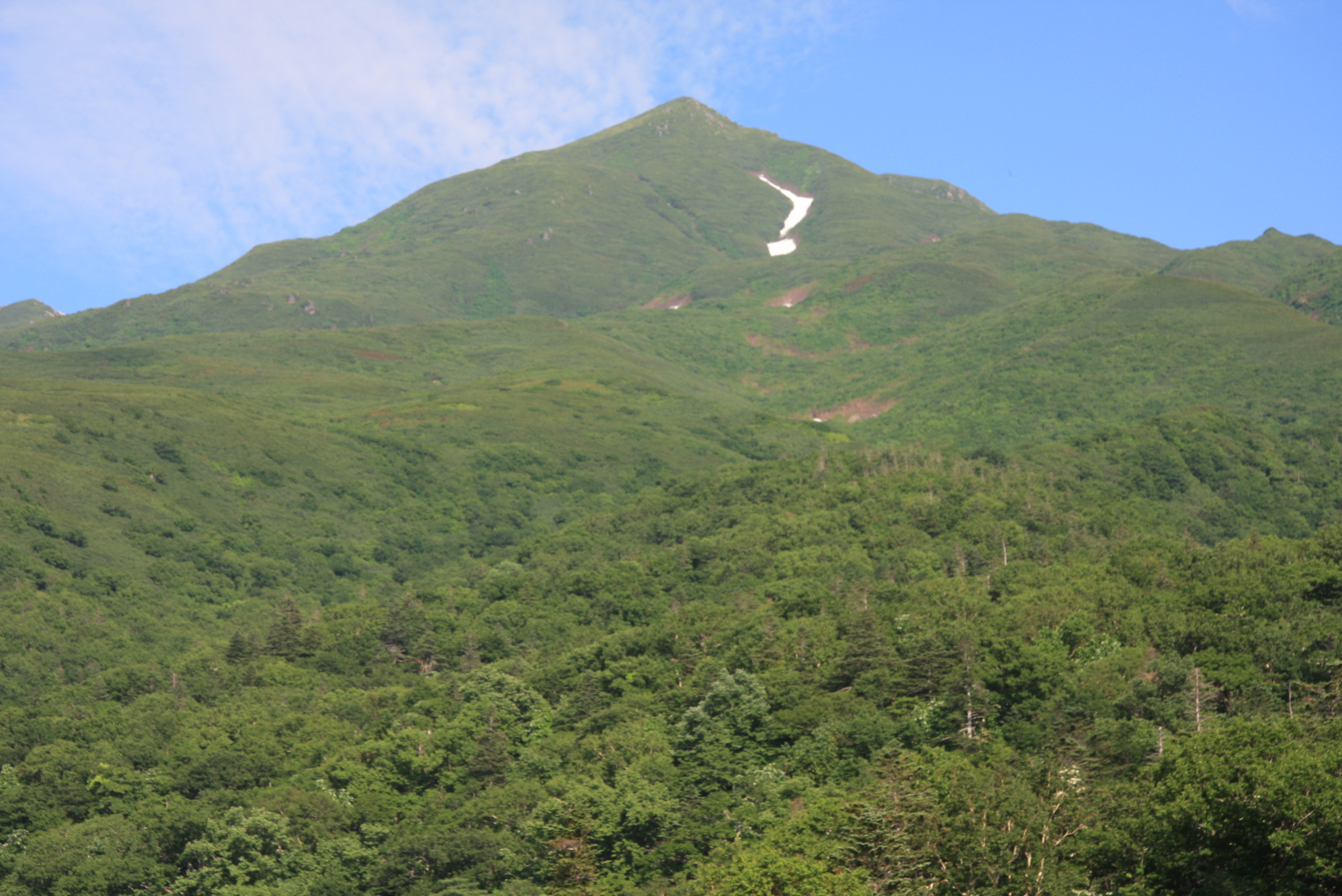
Гора Ио（2013）
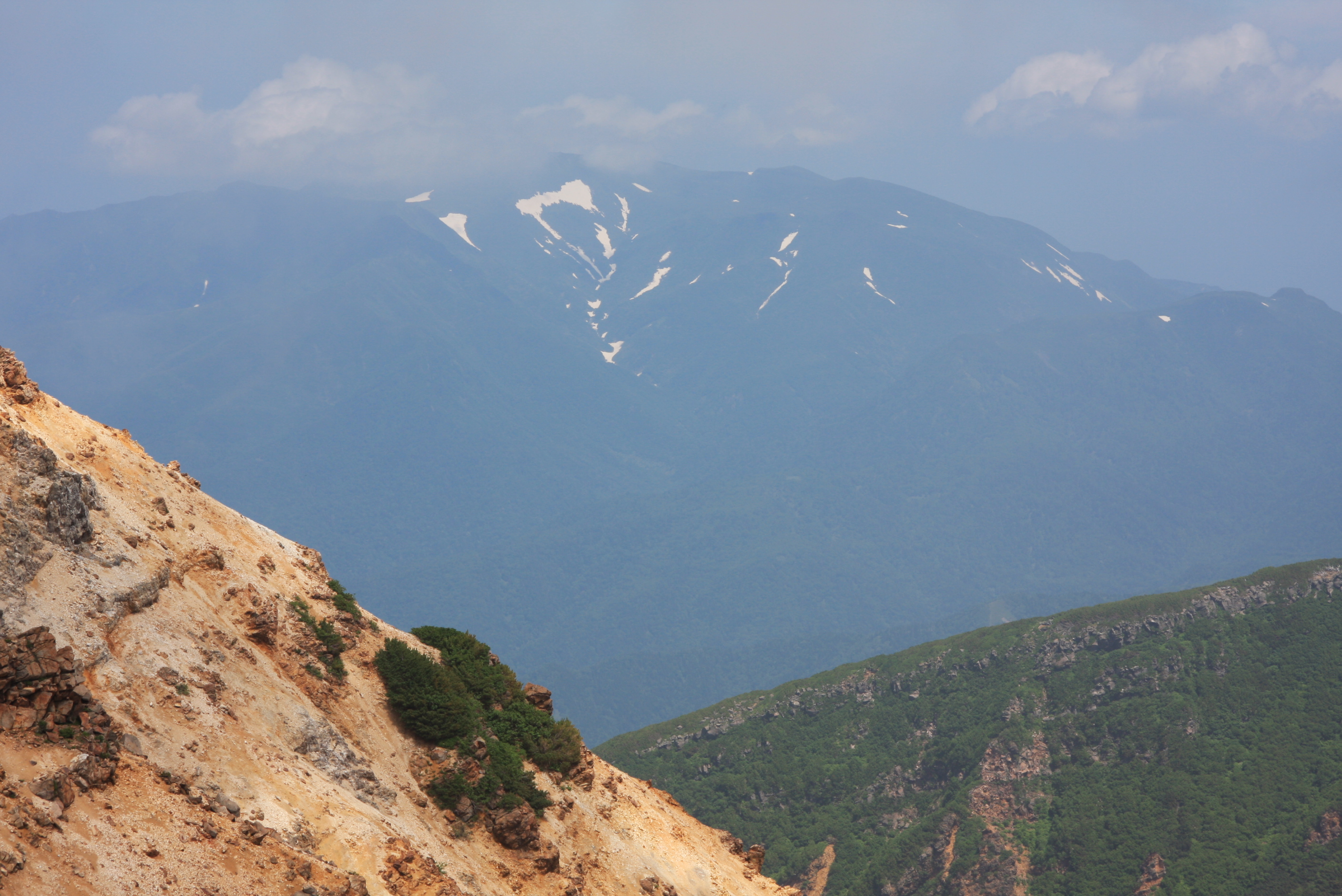
Гора Сиретоко（2013）
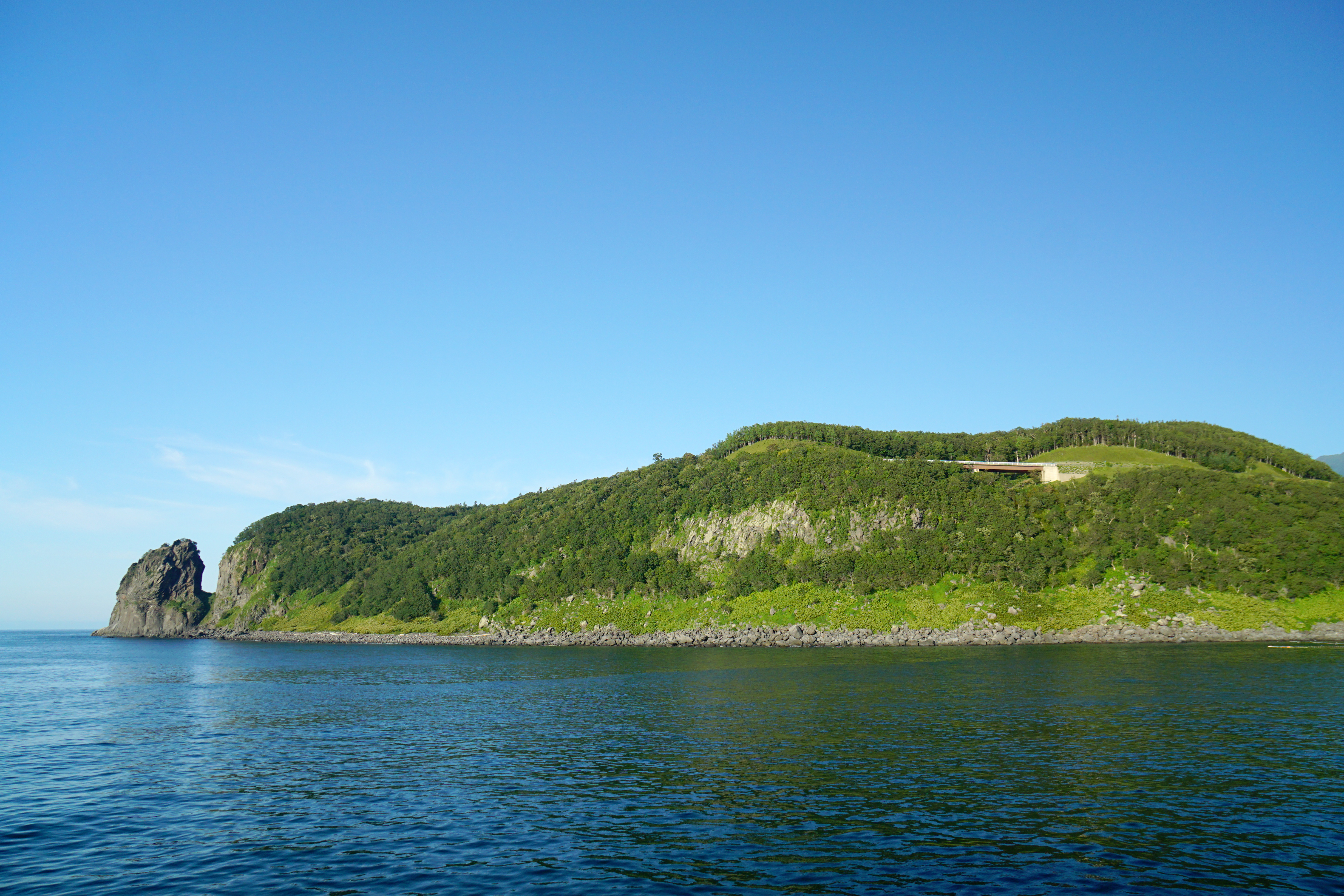
Мыс Пуюни（2014）
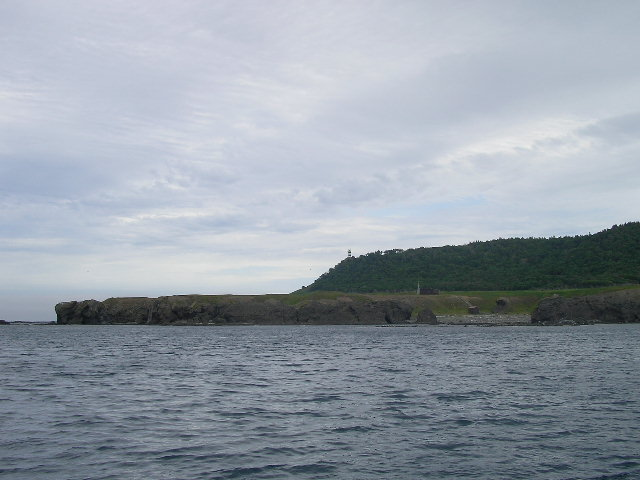
Мыс Сиретоко（2006）